# الدوري اللبناني لكرة القدم للسيدات
الدوري اللبناني لكرة القدم للسيدات هي البطولة الوطنية لكرة القدم النسائية في لبنان.
تدار البطولة من قبل الاتحاد اللبناني لكرة القدم، وقد كانت انطلاقتها الرسمية في ماي 2008، بمشاركة ستة فرق في ذلك الحين. وقد تأسست البطولة النسائية اللبنانية لكرة القدم بنظامها الحالي عام 2008، وهي تتكون حاليا إلى حدود معطيات 2019 من 13 ناديًا نسائيا لبنانيا.

## الفرق
تغدي الفرق النسوية في البطولة الوطنية اللبنانية تشكيلة المنتخب اللبناني النسوي لكرة القدم. وهو يعد من أوائل المنتخبات العربية والآسيوية النسوية إنشاءا في مجال كرة القدم النسوية. يمثل لبنان في بطولات كرة القدم للسيدات إقليميا وآسيويا وعربيا ودوليا منذ تأسيس المنتخب الوطني اللبناني للسيدات.

### أندية للسيدات في سن الرشد[8]
1-نادي الصداقة
2-ستارز أكاديمي
3-بيروت
4-العربي طرابلس
5-أكاديمية الفتاة
6-يونايتد طرابلس

### أندية سابقة في البطولة النسوية
- أكاديمية البنات لكرة القدم

### أندية للشابات تحت سن ال18[8]
1-بيروت
2-الأخاء الأهلي عليه
3-النصر الحدت
4-ستارز أكاديمي
5-العربي طرابلس
6-أكاديمية الفتاة

### الفرق الفائزة بالدوري اللبناني للنساء
| رقم البطولة. | الدورة  | البطل                         |
| ------------ | ------- | ----------------------------- |
| 1            | 2008    | نادي الصداقة الرياضي للسيدات  |
| 2            | 2009    | نادي الصداقة الرياضي للسيدات  |
| 3            | 2010    | نادي الصداقة الرياضي للسيدات  |
| 4            | 2011    | نادي الصداقة الرياضي للسيدات  |
| 5            | 2012    | نادي الصداقة الرياضي للسيدات  |
| 6            | 2013    | نادي الصداقة الرياضي للسيدات  |
| 7            | 2014–15 | نادي نجوم الرياضة             |
| 8            | 2015–16 | نادي نجوم الرياضة             |
| 9            | 2016–17 | نادي نجوم الرياضة             |
| 10           | 2017–18 | نادي ذوق مصبح الرياضي السيدات |
| 11           | 2018–19 | نادي نجوم الرياضة             |
| 12           | 2019–20 | نادي نجوم الرياضة             |

### عدد البطولات حسب كل فريق
| الفريق النسائي                | عدد البطولات | سنوات الفوز بالبطولة                        |
| ----------------------------- | ------------ | ------------------------------------------- |
| نادي الصداقة الرياضي للسيدات  | 6            | 2008, 2009, 2010, 2011, 2012, 2013          |
| نادي نجوم الرياضة             | 5            | 2014–15, 2015–16, 2016–17, 2018–19, 2019–20 |
| نادي ذوق مصبح الرياضي السيدات | 1            | 2018-2017                                   |